# AWH-Standard

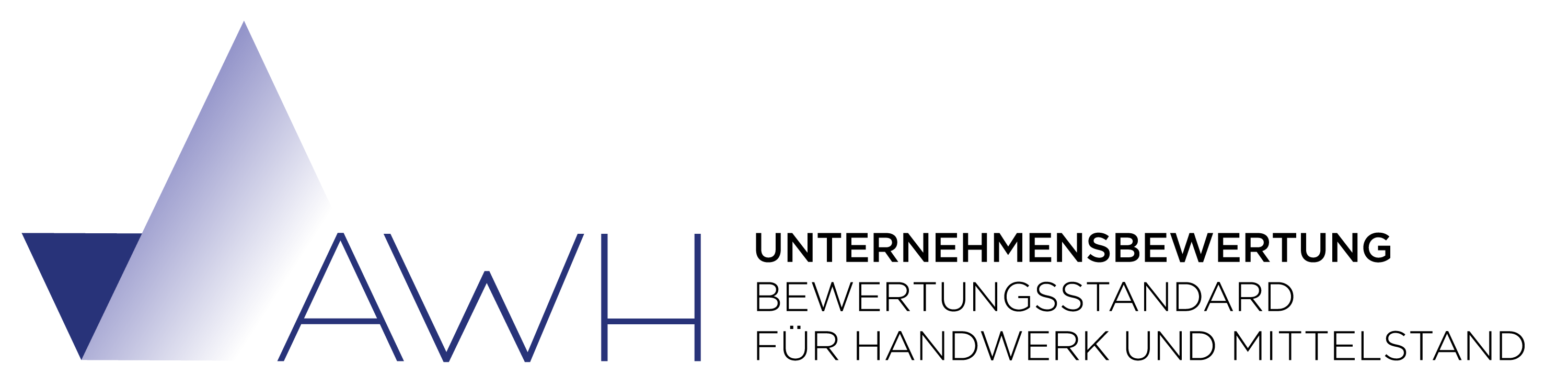

Der AWH-Standard („AWH“ = Arbeitskreis der Wert ermittelnden Berater im Handwerk) ist ein Standard zur Unternehmensbewertung von kleinen und mittleren Betrieben. Die Bewertungssystematik geht nach dem Ertragswertverfahren vor und lehnt sich stark am IDW S1-Standard an, wurde jedoch an den Stellen modifiziert bzw. ergänzt, an denen der IDW-Standard für kleine und mittlere Betriebe nicht oder nur schwer anwendbar ist. Der AWH-Standard wurde entwickelt von Beratern der Handwerksorganisation und findet vornehmlich dort Anwendung.

## Systematik
Der AWH-Standard orientiert sich am Vorgehen des IDW-Standards S1 und ES 1. Grundlegend findet das Ertragswertverfahren Anwendung. Es wird dabei versucht, ein möglichst neutralisiertes Betriebsergebnis herzuleiten und dieses dem Risiko der „Kapitalanlage Unternehmen“ gegenüberzustellen.
Die Systematik der Wertermittlung sieht dabei vor, einen möglichst neutralisierten (d. h. von einmaligen und außerordentlichen Einflüssen bereinigten) Ertrag des zu bewertenden Betriebes zu ermitteln (Korrektur bspw. um nicht marktgerechte Mietzahlungen, z. B. an Familienangehörige etc.) und diesen dann mit einem Kapitalisierungszinssatz abzuzinsen. Dabei wird die individuelle Risikostruktur des zu bewertenden Unternehmens mit Aufschlägen auf einen Basiszinssatz abgebildet. Dies dürfte die wohl größte Abweichung zur Vorgehensweise im Rahmen des IDW-Standards sein, der die Abbildung des unternehmensindividuellen Risikos durch den so genannten Beta-Faktor (der jedoch für nicht kapitalmarktorientierte Betriebe nicht bzw. nur schwer ermittelbar ist) vorsieht.

## Unterscheidung zu anderen Bewertungssystematiken
Der AWH-Standard berücksichtigt die Besonderheiten kleiner und mittlerer Unternehmen. Diese sind unter anderem:
- starke Prägung des Unternehmens vom Inhaber
- Verflechtung von Privat- und Betriebsvermögen
- häufig fehlende Ertragsplanung

Diesen Besonderheiten wird mit den nachstehenden Verfahrensschritten Rechnung getragen, die den AWH-Standard von den Systematiken anderer Verfahren zur Unternehmensbewertung unterscheiden:
- Herleitung der Planwerte aus den gewichteten Vergangenheitszahlen
- Ansatz des kalkulatorischen Unternehmerlohns, beispielsweise durch Ableitung von Tariflöhnen zzgl. etwaiger Zuschläge
- detaillierte Risikoabbildung durch Ermittlung des Kapitalisierungszinssatzes unter Berücksichtigung von zehn Risikokategorien
- Besondere Berücksichtigung der Inhaberabhängigkeit im Rahmen der Risikoanalyse

Dies führt unter anderem dazu, dass bei Bewertungen nach dem AWH-Standard regelmäßig Kapitalisierungszinssätze nach Steuern zwischen 15 und 25 % verwendet werden, was letztlich aber der tatsächlichen Risikostruktur eines Handwerksbetriebes und allgemein eines kleinen und mittleren Unternehmens Rechnung trägt.
Dies zeigt sich in Erhebungen, die in den Jahren 2008 und 2015 anlässlich der Diskussionen um die Anerkennung von Wertermittlungen bei der Erbschaft- und Schenkungsteuer gemacht wurden. In einer bundesweiten Befragung unter den Handwerkskammern wurden die ermittelten Werte von Unternehmen (nach dem AWH-Standard) den tatsächlich erzielten Kaufpreisen gegenübergestellt. Im Ergebnis war festzustellen, dass der Kapitalisierungszinssatz nach Steuern, der zum tatsächlich erzielten Kaufpreis geführt hätte, bei durchschnittlich 19,44 % bzw. 18,14 % (2015) gelegen wäre.

## Aktuelle Verbreitung
Der AWH-Standard wird bundesweit von fast allen Handwerkskammern und zahlreichen Fachverbänden angewendet. In regelmäßigen Grundlagen- und Fortgeschrittenenschulungen werden die Berater, die diesen Standard anwenden, professionell geschult.
Seit dem Jahr 2005 ist die „Planungsgruppe Unternehmensbewertung“ als offizielles Gremium im Zentralverband des Deutschen Handwerks (ZdH) aktiv, der Standard wird seitdem im Rahmen dieser Planungsgruppe weiterentwickelt und -verbreitet.

## Anerkennungen
Neben der offiziellen Installation des AWH-Standards als Standard-Bewertungsverfahren im deutschen Handwerk wurde dieser im Jahr 2009 als branchenspezifische Methode zur Ermittlung eines Unternehmenswerts für Zwecke der Erbschafts- und Schenkungssteuer offiziell anerkannt. Eine Arbeitsgruppe des Bundesfinanzministeriums und aller Länderfinanzministerien hat im Januar 2009 festgesetzt, dass der AWH-Standard im Sinne von § 11 Abs. 2 i. V. m. § 109 BewG als „andere anerkannte auch im gewöhnlichen Geschäftsverkehr für nicht-steuerliche Zwecke übliche Methode“ zur Ermittlung des gemeinen Werts (Verkehrswertes) gilt und damit zur Ermittlung der Besteuerungsgrundlage bei der Erbschafts- und Schenkungssteuer herangezogen werden kann.

## Ursprünge und Anfänge
Die ersten Arbeiten zur Entwicklung eines eigenen Standards zur Unternehmensbewertung kleinerer und mittlerer Betriebe wurden Ende des Jahres 2002 aufgenommen, wobei zunächst der Schwerpunkt auf Unternehmen des Handwerks lag. Betriebsberater der bayerischen Handwerkskammern und der Handwerkskammer Ulm fanden sich regelmäßig zusammen, um die bisherigen Ansätze bei Unternehmensbewertungen zusammenzutragen und ein gemeinsames Gerüst zu entwickeln. Anlass war die Beobachtung, dass die Besonderheiten von Handwerksbetrieben, und damit kleinen und mittleren Betrieben allgemein, bis dato noch nicht ausreichend in den bestehenden Methoden zur Wertermittlung von Unternehmen berücksichtigt wurden. Ziel der Gruppe war somit, ein Instrumentarium zu entwickeln, das speziell auf die Belange dieser Unternehmen zugeschnitten ist.
Nach rund zwei Jahren Arbeit wurde im Jahr 2004 die erste Version des „AWH-Standards“ veröffentlicht. Bis zum Jahr 2006 wurde das Handbuch zur Unternehmensbewertung nach dem AWH-Standard bereits über 6.000-mal heruntergeladen, die Akzeptanz stieg stetig an. Mit dem Jahr 2006 wurde dann die Version 2.0 veröffentlicht, die weitere Verfeinerungen und Anpassungen enthielt. Es folgten nach und nach Weiterentwicklungen, bis im Jahr 2013 die nun aktuelle Version des AWH-Standards 5.0 veröffentlicht wurde.